# Tiengeboden
Tiengeboden is een buurtschap in het dorp Ooij in de Nederlandse gemeente Berg en Dal, gelegen in de provincie Gelderland.
Tiengeboden bestaat uit enkele boerderijen en een blok van twee rijen van (oorspronkelijk) elk vijf rug-aan-rugwoningen. De naam is, vanwege de gelijkenis met de grondtekening van het blok, een verwijzing naar de Bijbelse versie van de 2 stenen tafelen. De woningen waren arbeidershuisjes die behoorden bij de voormalige steenfabrieken langs de Ooijse Bandijk.
Het ligt bij de Oude Waal, een strang in natuurgebied de Gelderse Poort.

## Geschiedenis
Tot en met 31 december 2014 was Tiengeboden onderdeel van de gemeente Ubbergen. Op 1 januari 2015 ging de plaats samen met de gemeente op in de gemeente Groesbeek die een jaar later van naam veranderde in Berg en Dal.